# Stomatium paucidens
Stomatium paucidens är en isörtsväxtart som beskrevs av L. Bol. Stomatium paucidens ingår i släktet Stomatium och familjen isörtsväxter. Inga underarter finns listade i Catalogue of Life.